# Pipizella
Genre
Pipizella est un genre d'insectes diptères de la famille des Syrphidae (les syrphes). Ces espèces se rencontrent principalement en Europe.

## Liste des espèces
Selon GBIF (2 mars 2023) :
- Pipizella altaica Violovich, 1981
- Pipizella annulata (Macquart, 1829)
- Pipizella antennata Violovich, 1981
- Pipizella barkalovi Violovich, 1981
- Pipizella bayburtica Claussen & Hayat, 1997
- Pipizella bispina Šimič, 1987
- Pipizella brevantenna Cheng, Huang & Duan, 1998
- Pipizella brevis Lucas, 1976
- Pipizella calabra (Goeldlin, 1974)
- Pipizella cantabrica Claussen, 1991
- Pipizella caucasica Skuf'in, 1976
- Pipizella cauta Violovich, 1981
- Pipizella cornuta Kuznetzov, 1987
- Pipizella curvitibia Stackelberg, 1960
- Pipizella dentata Violovich, 1981
- Pipizella divicoi (Goeldlin, 1974)
- Pipizella elegantissima Lucas, 1976
- Pipizella fumida (Goeldlin, 1974)
- Pipizella inversa Violovich, 1981
- Pipizella kuznetzovi Steenis & Lucas, 2011
- Pipizella leleji Kuznetzov, 1990
- Pipizella lyneborgi Torp Pedersen, 1971
- Pipizella maculipennis (Meigen, 1822)
- Pipizella martshukae Kuznetzov, 1990
- Pipizella mesasiatica Stackelberg, 1952
- Pipizella mongolorum Stackelberg, 1952
- Pipizella nartshukae Kuznetzov, 1990
- Pipizella nataliae Kuznetzov, 1990
- Pipizella nigriana (Séguy, 1961)
- Pipizella obscura Steenis & Lucas, 2011
- Pipizella pennina (Goeldlin, 1974)
- Pipizella richterae Kuznetzov, 1990
- Pipizella siciliana Nielsen & Pedersen, 1973
- Pipizella speighti Verlinden, 1999
- Pipizella thapsiana Kassebeer, 1995
- Pipizella tiantaiensis Huo, Ren & Zheng, 2007
- Pipizella ussuriana Violovich, 1981
- Pipizella viduata (Linnaeus, 1758)
- Pipizella virens (Fabricius, 1805)
- Pipizella zeneggenensis (Goeldlin, 1974)
- Pipizella zloti Vujić, 1997

## Classification
Le nom valide complet (avec auteur) de ce taxon est Pipizella Rondani, 1856.
Pipizella a pour synonyme :
- Pizipella Schiner, 1862

### Étymologie
Le nom générique, Pipizella, est une combinaison du genre Pipiza et du diminutif latin -ella.

### Publication originale
- (la) Camillo Róndani, Dipterologiae Italicae, t. 1, Italie, Tipographia A. Stocchii, 1856, 228 p. (lire en ligne), p. 185.